# Диаспорология
Диаспороло́гия, или карпоэколо́гия, — раздел ботаники, изучающий закономерности распространения диаспо́р.

## Диаспора
Диаспо́ра (от др.-греч. διασπείρω — рассеиваю, распространяю), или пропа́гула (от лат. propago, — распространяю) — часть растения, естественным образом отделяющаяся от него и служащая для размножения.
Различают:
- вегетативные диаспоры — клубни, клубнелуковицы, луковицы и другие;
- генеративные диаспоры — семена и плоды у семенных растений, споры у споровых растений.

## Карпология
Иногда карпоэкологию понимают в более узком смысле — как раздел карпологии (науки о плодах и семенах), изучающий закономерности распространения плодов и семян.

## Способы распространения диаспор
Многообразие способов распространения диаспор может быть разделено на две большие группы — способы, связанные и не связанные с использованием внешних факторов (эти способы называются соответственно аллохория и автохория).
Внешние же факторы можно разделить на биотические (то есть связанные с жизнедеятельностью других организмов) и абиотические.
 Для многих из этих способов существуют специальные названия, оканчивающиеся на -хо́ри́я (от греч. χωρέω (choreo) — «продвигаюсь», «распространяюсь»). В одних источниках приводится ударение только на предпоследнюю гласную, в других — допускается возможность ударения как на предпоследнюю, так и на третью от конца гласную. Иногда к растениям, для которых свойственна определённая -хория, применяют соответствующее наименование -хоры — например, растения, для которых свойственна зоохория, называются зоохорами.
Перечень специальных названий:
- автохори́я (от др.-греч. αὐτός «сам» и -хория) — распространение диаспор без участия каких-либо посредников;
  - автомеханохори́я (от др.-греч. αὐτός «сам», μηχανή «орудие» и -хория) — распространение семян в результате разбрасывания их вскрывающимися плодами (другое название — механохория); автомеханохория свойственна, к примеру, для альстрёмерии (Alstroemeria);
  - механохори́я (от др.-греч. μηχανή «орудие» и -хория) — распространение семян в результате разбрасывания их вскрывающимися плодами (другое название — автомеханохория);
  - барохори́я (от др.-греч. βάρος «тяжесть» и -хория) — опадение семян под действием собственной массы;
- аллохори́я (от др.-греч. ἄλλος «другой» и -хория) — распространение диаспор при помощи внешних факторов, например, человека, животных, ветра или воды.
  - анемохори́я (от др.-греч. ἄνεμος «ветер» и -хория) — распространение диаспор с помощью ветра;
    - анемоаэрохори́я (от др.-греч. ἄνεμος «ветер», ἀήρ «воздух» и -хория) — разновидность анемохории, при которой диаспоры распространяются по воздуху;
    - анемогеохори́я (от др.-греч. ἄνεμος «ветер», γῆ «земля» и -хория) — разновидность анемохории, при которой диаспоры распространяются, перемещаясь с помощью ветра по поверхности почвы — например, у качима (Gypsophila);
    - анемогидрохори́я (от др.-греч. ἄνεμος «ветер», ὕδωρ «вода» и -хория) — разновидность анемохории, при которой диаспоры распространяются, перемещаясь с помощью ветра по поверхности воды — например, у осоки (Carex), рогоза (Typha);
    - анемохионохори́я (от др.-греч. ἄνεμος «ветер», χιών «снег» и -хория) — разновидность анемохории, при которой диаспоры распространяются, перемещаясь с помощью ветра по поверхности снежного покрова — например, у осоки (Carex), рогоза (Typha);

  - антропохори́я (от др.-греч. ἄνθρωπος «человек» и -хория) — распространение диаспор, происходящее как следствие деятельности человека;
    - непреднаме́ренная антропохори́я, или случа́йная антропохори́я, — разновидность антропохории: распространение диаспор, являющееся побочным результатом деятельности человека;
      - агестохори́я — распространение диаспор транспортом;
      - спейрохори́я — непреднамеренное распространение диаспор сорных растений, происходящее путём засорения семенного материала;
      - эргазиохори́я (от др.-греч. ἐργαστικός «деятельный» и -хория) — непреднамеренное распространение диаспор сорных растений сельскохозяйственными орудиями;

    - преднаме́ренная антропохори́я — разновидность антропохории: сознательное распространение диаспор человеком;

  - баллистохори́я (от др.-греч. βάλλω «бросаю» и -хория) — распространение семян путём их разбрасывания при раскачивании растений некими агентами (ветром, животными); к примеру, баллистохория свойственна для представителей семейства Колокольчиковые (Campanulaceae);
  - гидрохори́я (от др.-греч. ὕδωρ «вода» и -хория) — распространение диаспор с помощью воды (водных течений);
  - зоохори́я (от др.-греч. ζῷον «животное» и -хория) — распространение диаспор с помощью животных[4];
    - эндозоохори́я (от др.-греч. ἔνδον «внутри», ζῷον «животное» и -хория) — разновидность зоохории, при которой животные поедают плоды целиком, а находящиеся внутри них семена проходят через пищеварительный тракт и оказываются снаружи вместе с экскрементами; предположительно, эта разновидность зоохории является наиболее древней;
    - эпизоохори́я (от др.-греч. ἐπι- в данном случае — «после» в значении «следование за кем-либо, чем-либо», ζῷον «животное» и -хория) — разновидность зоохории, при которой плоды и семена переносятся животными, прикрепившись к их телу с помощью специальных приспособлений (щетинок, колючек, крючочков) или приклеившись;
      - эриохори́я (от др.-греч. ἔριον — «шерсть» и -хория) — разновидность зоохории, при которой плоды и семена переносятся, прикрепившись к шерсти животных.

    - синзоохори́я (от др.-греч. συν- — «вместе», ζῷον «животное» и -хория) — разновидность зоохории, при которой плоды и семена переносятся животными вместе с гнездовым материалом или размещаются ими в укромных местах в качестве кормовых запасов;
    - заурохори́я (от др.-греч. σαῦρος — «ящерица» и -хория) — распространение диаспор с помощью пресмыкающихся; к примеру, на Галапагосских островах плоды некоторых кактусов распространяются черепахами;
    - ихтиохори́я (от др.-греч. ἰχθύς — «рыба» и -хория) — распространение диаспор с помощью рыб; такой способ свойственен, к примеру, для адоксы мускусной (Adoxa moschatellina): к моменту созревания плодов стебель слабеет и изгибается, а поскольку эти растения растут рядом с водоёмами, плоды оказываются у самой поверхности воды;
    - орнитохори́я (от др.-греч. ὄρνις — «птица» и -хория) — распространение диаспор с помощью птиц;
    - энтомохори́я (от др.-греч. ἔντομον — «насекомое» и -хория) — распространение диаспор с помощью насекомых;
      - мирмекохори́я (от др.-греч. μύρμηξ — «муравей») — распространение диаспор с помощью муравьёв; разновидность энтомохории; обычно у семян, распространяемых муравьями, имеются ариллоиды (семенные придатки), которыми питаются муравьи; мирмекохория свойственна для фиалки (Viola), раффлезии (Rafflesia) и многих других;

  - диплохори́я (от др.-греч. διπλόος — «двойной» и -хория) — способ распространения диаспор, при котором действуют несколько факторов внешней среды (одновременно или последовательно).